# Vassobia dichotoma
Vassobia dichotoma är en potatisväxtart som först beskrevs av Henry Hurd Rusby, och fick sitt nu gällande namn av Friedrich August Georg Bitter. Vassobia dichotoma ingår i släktet Vassobia och familjen potatisväxter. Inga underarter finns listade i Catalogue of Life.